# Martin Driller
Martin Driller (* 2. Januar 1970 in Paderborn) ist ein ehemaliger deutscher Fußballspieler.

## Sportlicher Werdegang

### Vereinskarriere
Seine erste Station Fußball-Herrenbereich war der TuS Paderborn-Neuhaus (heute: SC Paderborn 07) in der Oberliga Westfalen. In der Saison 1987/88 gab der 17-jährige sein Debüt in der Oberliga. Bereits in der nächsten Saison wurde er Torschützenkönig der Liga mit 22 Treffern. Borussia Dortmund holte den Rechtsfuß im Sommer 1989 in die Bundesliga. Dort kam er vornehmlich als „Joker“ zum Einsatz.
Seine erfolgreichste Zeit hatte Driller Mitte der 1990er Jahre am Hamburger Millerntor beim FC St. Pauli. Der Hamburger Klub verpflichtete ihn zusammen mit dem BVB-Mannschaftskameraden Robert Nikolic für ca. 1,5 Millionen D-Mark (heute ca. 1,5 Millionen Euro). Dabei stand der Transfer zunächst unter Vorbehalt, da der Klub am Ende der Spielzeit 1990/91 aus der ersten Liga abgestiegen war. Nachdem der Transfer von André Trulsen zum 1. FC Köln für 1,3 Millionen D-Mark (heute ca. 1,3 Millionen Euro) waren genug Mittel vorhanden, damit Trainer Horst Wohlers die beiden neben sonst nur verpflichteten vormaligen Amateurspieler begrüßen konnte. Dort war er lange Zeit Stammspieler, ehe er im Mai 1994 Schlagzeilen machte, als Trainer Seppo Eichkorn ihn für die restlichen Spiele der Zweitliga-Spielzeit 1993/94 aus dem Kader warf. Anschließend wollte er den Verein verlassen, nachdem Uli Maslo jedoch in der Sommerpause Eichkorn ersetzte, entschied er sich zum Verbleib in Hamburg.
Nachdem in Folge der Bosman-Entscheidung Driller den Klub verlassen wollte, dieser aber den Vertrag nach Paragraph 11, einem Passus im Fußballprofi-Musterarbeitsvertrag des DFB, der im Falle einer Änderung des Transfersystems die einseitige Option auf Vertragsverlängerung gab, verlängerte, reichte er seine Kündigung ein und drohte vors Arbeitsgericht gehen zu wollen. Im Januar bot ihm der Klub letztlich einen neuen Drei-Jahres-Vertrag mit besseren Bezügen an. Er verwarf jedoch das Angebot und ließ sich auf die Transferliste setzen, während der Klub auf die Anwendung des Paragraphen 11 verzichtete. Am Ende der Bundesliga-Spielzeit 1996/97 stieg er mit dem Klub nach zwei Jahren Erstligazugehörigkeit als Schlusslicht ab.
Im Sommer 1997 wechselte Driller schließlich ablösefrei zum Zweitligisten 1. FC Nürnberg, wo er zum Schluss immer seltener an seine früheren Leistungen anknüpfen konnte und 2004 seine Karriere vorerst beendete. Anfang 2005 kehrte er jedoch noch einmal zum aktiven Fußball zurück und wechselte zur SpVgg Bayreuth in die Regionalliga. Dort wurde er mit elf Toren in 18 Spielen sofort zum Leistungsträger, wechselte jedoch nach einem halben Jahr in die Bayernliga zum FC Ingolstadt 04. Nachdem ihm mit dem Verein der Aufstieg in die Regionalliga Süd gelungen war, beendete er seine Fußballerkarriere endgültig. Einen erneuten Rücktritt vom Rücktritt gab es 2008, als ein Sponsor ihn für den bayerischen Bezirksoberligisten 1. FC Hersbruck verpflichtete, wo er gemeinsam mit Thomas Ziemer spielte.
Nach seinem Karriereende fungierte Martin Driller kurzzeitig als Spielertrainer der Kreisklassen-Mannschaft SC Bajuwaren München. 1995–1997 war Driller mit der Profiboxerin Regina Halmich liiert.

### Als Auswahlspieler
Mindestens 1990 und 1991 wurde Driller als Auswahlspieler eingesetzt, als er im August 1990 als einer von 16 Profispielern an der Seite von Carsten Marell, Martin Spanring und Horst Steffen für eine Bundeswehrauswahl ein Benefizspiel zum 40. Geburtstag des Heidmühler FC bestritt, im Januar 1991 war er neben unter anderem Jörg Bode, Karlheinz Pflipsen, Oliver Grein und Reinhold Daschner bei einem Hallenturnier in Hamburg aktiv.

### Neben dem Sport
Driller war zeitweise Mitbesitzer der Münchner Disco M-Park, diese meldete 2011 Insolvenz an.